# جولیوس رندل
جولیوس راندل (انگلیسی: Julius Randle؛ زادهٔ ۲۹ نوامبر ۱۹۹۴) یک بازیکن بسکتبال اهل ایالات متحده آمریکا است. از باشگاه‌هایی که در آن بازی کرده‌است می‌توان به لس آنجلس لیکرز اشاره کرد. وی در مسابقات بین‌المللی در مجموع برندهٔ ۱ مدال طلا شده‌است.